# Rhynchospora thornei
Rhynchospora thornei là loài thực vật có hoa trong họ Cói. Loài này được Kral miêu tả khoa học đầu tiên năm 1977.